# Вольненский сельсовет (Амурская область)
Во́льненский сельсове́т — муниципальное образование со статусом сельского поселения в составе Архаринского района Амурской области.
Административный центр — село Вольное.

## История
18 ноября 2005 года в соответствии с Законом Амурской области № 91-ОЗ муниципальное образование наделено статусом сельского поселения.

## Население
| 2002 | 2010 | 2011 | 2012 | 2013 | 2014 | 2015 |
| ---- | ---- | ---- | ---- | ---- | ---- | ---- |
| 224  | ↘172 | ↘171 | ↘154 | ↘143 | ↘142 | ↗147 |
| 2016 | 2017 | 2018 | 2019 | 2020 | 2021 |      |
| ↘131 | ↘126 | ↘125 | ↘120 | ↘113 | ↘107 |      |

## Состав сельского поселения
| № | Населённый пункт | Тип населённого пункта       | Население |
| - | ---------------- | ---------------------------- | --------- |
| 1 | Вольное          | село, административный центр | ↘84       |
| 2 | Орловка          | село                         | ↗41       |